# Chaitophorus utahensis
Chaitophorus utahensis är en insektsart som först beskrevs av Frank Hall Knowlton 1928.  Chaitophorus utahensis ingår i släktet Chaitophorus och familjen långrörsbladlöss. Inga underarter finns listade i Catalogue of Life.